# Василій Ціопанас (єпископ)
Єпископ Василій (грец. Επίσκοπος Βασίλειος, в миру Василіос Ціопана́с, грец. Βασίλειος Τσιοπανάς; 4 травня 1939 — 13 травня 2023) — архієрей Константинопольської православної церкви, єпископ Арістійський (1976-2023), вікарій Німецької митрополії.

## Біографія
Народився 4 травня 1939 року в селі Месаристі в Греції.
Навчався у Патмоській богословській школі. У 1963 році закінчив Халкінську богословську школу і 9 червня того ж року ректором семінарії митрополитом Ставропольським Максимом (Репанеллісом) був хіротонізований до ієродиякона. Направлений до Німеччини для навчання богослов'я та філософії в Тюбінгенському університеті. Закінчив навчання в університеті у 1966 році (науковий керівник професор Фінк).
23 жовтня 1966 року у Свято-Георгіївському храмі у Відні митрополитом Австрійським Хризостомом (Цитером) хіротонізований до ієромонаха і спрямований на служіння у православну парафію в Римі.
15 січня 1976 Священним синодом Константинопольського патріархату за пропозицією митрополита Німецького Іринея (Галанакіса) був обраний для висвячення на єпископа Арістійського, вікарія Німецької митрополії. 1 лютого 1976 року в церкві Святого апостола Павла у православному центрі Константинопольського патріархату в Шамбезі відбулася його єпископська хіротонія. Хіротонію очолив митрополит Халкідонський Мелітон (Хадзіс).
З 2007 року був представником Німецької митрополії в Баден-Вюртемберг і регулярно представляв єпархію на офіційних заходах у Баварії . Серед іншого, він був редактором проповідей у радіопередачах грецької програми Баварського радіо, доповідачем на Священницькій нараді Німецької митрополії, членом Об'єднаного комітету Священної митрополії Німеччини та Римсько-католицької єпископальної асамблеї Німеччини, членом делегації Константинопольського патріархату та Євангелічної церкви Німеччини. Також з моменту заснування у 2010 році Православних єпископських зборів у Німеччині був головою Богословського комітету.
Помер 13 травня 2023 року. Відспівування було здійснено 17 травня 2023 року в церкві святих Петра і Павла в Штутгарті , а поховання — на цвинтарі рідного села Месариста в Греції.